# 篤子内親王
篤子内親王（とくしないしんのう、康平3年（1060年） - 永久2年10月1日（1114年10月30日））は、平安時代後期の皇族、皇后（中宮）。第71代後三条天皇の第4皇女。母は滋野井御息所藤原茂子（藤原能信養女）。賀茂斎院、堀河天皇の中宮。同母兄に白河天皇。

## 生涯
康平5年（1062年）に3歳で母茂子と死別、その後は祖母陽明門院のもとで養われる。治暦4年（1068年）、父の後三条天皇の即位により内親王宣下。延久元年（1069年）6月、三品に叙される。同5年（1073年）3月11日、斎院に卜定されたが、同年5月7日、父上皇の崩御により在任2ヶ月弱という歴代斎院中最短期間で退下した。承暦3年（1079年）准三宮。寛治5年（1091年）10月、関白藤原師実の養女として、甥の堀河天皇に入内、女御の宣旨を受ける。同7年（1093年）2月、中宮に冊立される。嘉承2年（1107年）7月、夫の堀河天皇が崩御、同年9月に出家。永久2年（1114年）没。享年55。

## 人物
斎院退下ののちひっそりと暮らしていた篤子内親王は、30歳近くになってからの縁談、しかも相手が19歳も年下の甥であることを恥ずかしがったという。兄の白河上皇や後見の陽明門院の意向であろうとも言われるが、『今鏡』では「幼くより類なく見とり奉らせ給ひて、ただ四の宮をとか思ほせりけるにや侍りけむ（幼い頃よりこの上なく素晴らしい方と思って、后にするならどうしても四の宮（篤子内親王）をとお思いになられたようだ）」とあり、堀河天皇自身がこれを強く望んでの入内であったとしている。更に『扶桑略記』には篤子内親王が関白藤原師実の養女となっていたことが記されており、実際に師実はじめ摂関家の歴代当主が陽明門院没後の彼女の後見を務め、彼女自身も師実夫妻没後の仏事をはじめとする摂関家の儀式にその一員として参加している記録が残されている。つまり、当時の宮廷で強い発言力を有する利害関係の異なる有力者たちがこぞって彼女の入内に動いていたことになり、その入内には複雑な背景があったとみられている。兄の白河上皇からも重んじられていたが、師実が引退して上皇に批判的な藤原師通が当主となり、陽明門院が死去して堀河天皇の地位を脅かす存在であった輔仁親王の力が弱まると、上皇は自らが後見となる后妃に堀河天皇の後継者が誕生することを望むようになり、上皇の従姉妹にあたる藤原苡子が女御として入内することになる。
妻というよりむしろ母代わりに近い后ながら、ともに聡明で文雅を愛した天皇との仲は睦まじかったようで、それだけに堀河天皇が若くして崩御した際は深く悲しみ、出家後も天皇が崩御した堀河院でその菩提を弔う余生を全うした。また、摂関家との関係も継続されており、師実の曾孫にあたる藤原忠通（後の関白）も幼少時に篤子内親王の養子であったと伝えられている。なお、遺言により亡骸は生前のまま雲林院へ運ばれ土葬された。